# WR 20a
WR 20a är en dubbelstjärna i norra delen av stjärnbilden Kölen. Den har även variabelbeteckningen V712 Carinae och stöttes för ca en halv miljon år sedan ut från den massiva stjärnhopen Westerlund 2. Den har en skenbar magnitud av ca 13,28 och kräver ett kraftfullt teleskop för att kunna observeras. Baserat på parallax enligt Gaia Data Release 3 på ca 0,23 mas, beräknas den befinna sig på ett avstånd på ca 14 000 ljusår (ca 4 300 parsek) från solen.

## Egenskaper
Primärstjärnan i WR 20a är en blå superjättestjärna av spektralklass O3 If*/WN6 och klassificeras som en Beta Lyrae-variabel och Wolf-Rayet-stjärna. Den har en massa som är ca 83 solmassor, en radie som är ca 19 solradier och har ca 1 150 000 gånger solens utstrålning av energi från dess fotosfär vid en effektiv temperatur av ca 43 000 K. Stjärnan upptäcktes 2004 som en av de mest massiva dubbelstjärnorna som är kända, för vilka komponenternas massa har mätts noggrant.

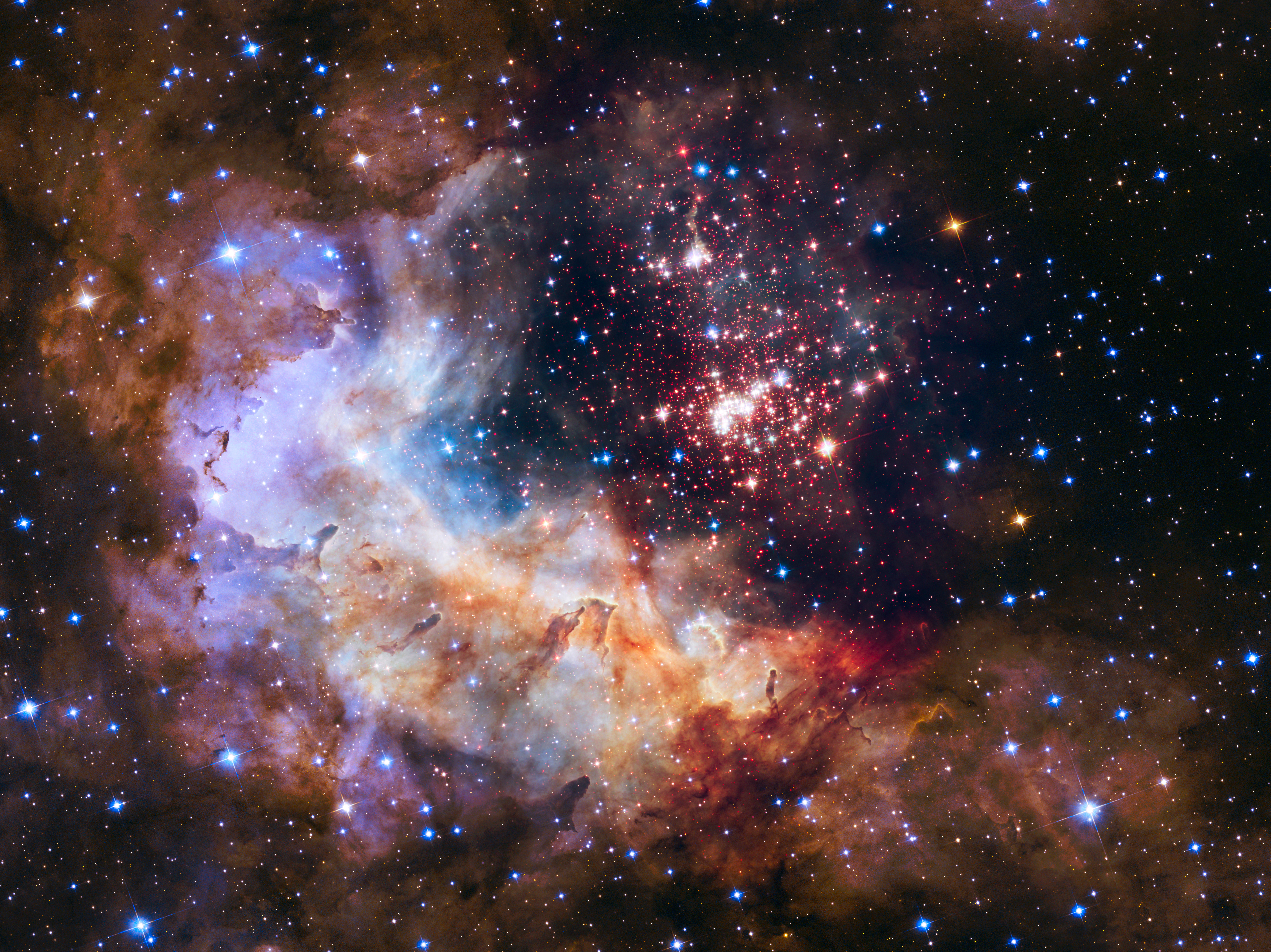
WR 20a nära Westerlund 2
Foto:NASA, ESA, the Hubble Heritage Team (STScI/AURA), A. Nota (ESA/STScI), and the Westerlund 2 Science Team

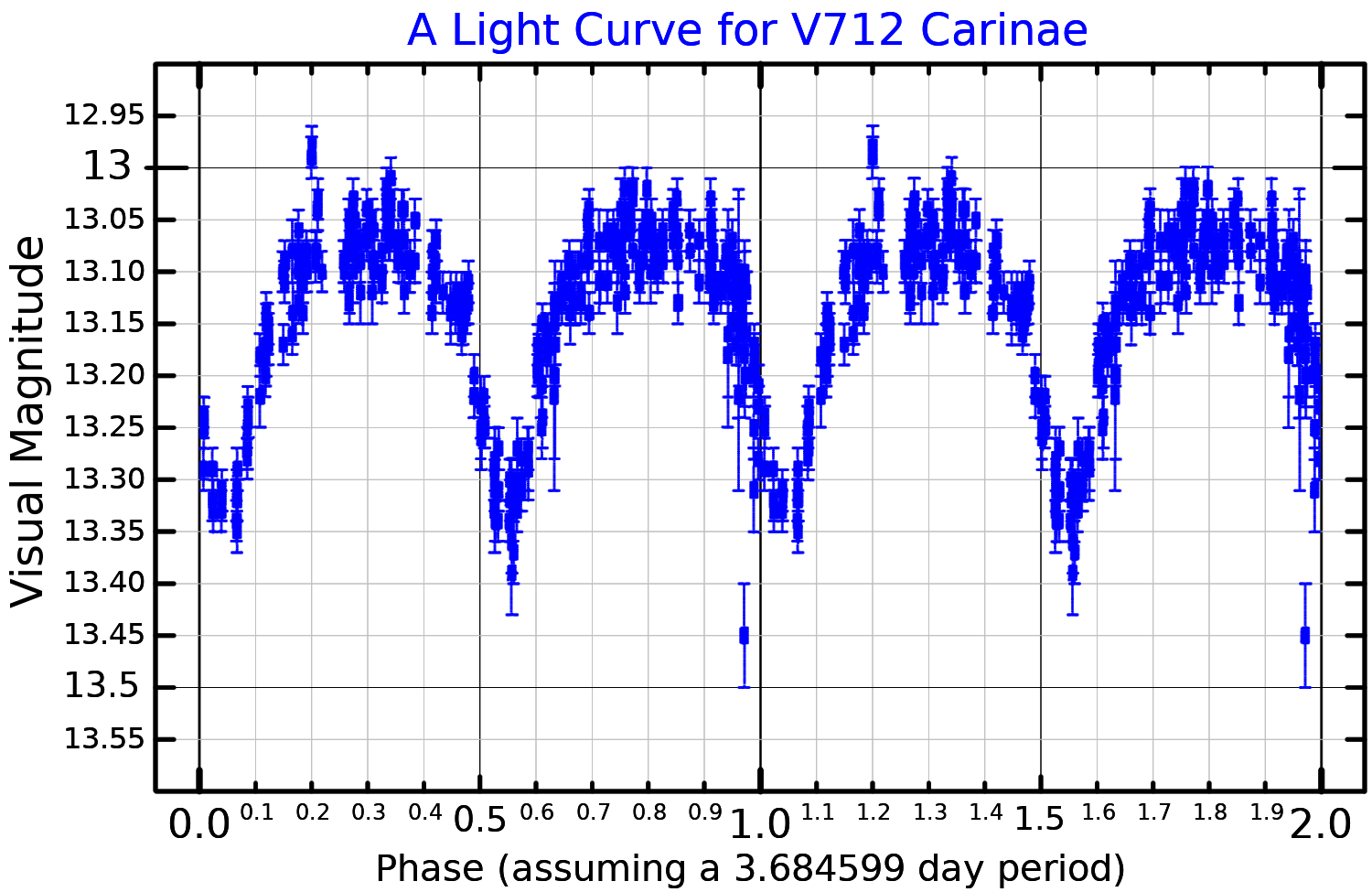
Ljuskurva i synliga bandet för WR 20a (V712 Carinae), hämtad från Kochanek et al. (2017)

Med en omloppsperiod av 3,6 dygn roterar de två stjärnorna i dubbelstjärna kring varandra. Även om de befinner sig i en mycket snäv bana är båda stjärnorna fristående. De förmörkar varandra i varje omloppsvarv, vilket ger en periodisk minskning i ljusstyrka på cirka 0,4 magnitud. Ljusstyrkan är också konstant variabel utanför förmörkelserna på grund av de två stjärnornas förvanskade form. Primärstjärnan och följeslagaren är nästan lika ljusstarka eftersom storleken och temperaturen hos respektive stjärna är nästan identisk.
Det förväntas att inom en miljon år kommer de två att expandera och komma i kontakt med varandra. En stor mängd kväve har uppmätts på stjärnornas yta, ungefär sex gånger den mängd kväve som uppmätts i solen. Detta kväve produceras troligen i djupare lager av stjärnan och skjuts mot ytan genom rotationsblandning.
En kollision mellan systemens två stjärnvindar har upptäckts i såväl synligt ljus som i röntgenstrålning. Röntgenstrålningsområdet är ganska utsträckt eftersom det inte skyms av någon förmörkelse.